# Bulbophyllum jumelleanum
Bulbophyllum jumelleanum är en orkidéart som beskrevs av Rudolf Schlechter. Bulbophyllum jumelleanum ingår i släktet Bulbophyllum och familjen orkidéer. Inga underarter finns listade i Catalogue of Life.